# Slovenská informačná služba
Slovenská informačná služba (w skrócie SIS; pol. Słowacka Służba Informacyjna) – główna słowacka rządowa agencja wywiadowcza. Jej kwatera główna mieści się w Bratysławie. Odpowiada za ochronę porządku konstytucyjnego Słowacji, gromadzenie i analizowanie informacji wywiadowczych (wywiad) oraz ochronę przed obcymi służbami wywiadowczymi (kontrwywiad). Jej obecnym szefem jest inż. Ján Valko.

## Historia
Wraz z podziałem Republiki Federalnej Czech i Słowacji na dwa niezależne od siebie państwa, w 1993 roku rozwiązano istniejącą wówczas federalną służbę specjalną FBIS (słow. Federálna bezpečnostná informačná služba, czech. Federální bezpečnostní informační služba, pol. Federalna Informacyjna Służba Bezpieczeństwa).
Zarówno Czechy, jak i Słowacja utworzyły własne służby wywiadowcze. Na Słowacji utworzono na mocy Ustawy Rady Narodowej nr 46/1993 ze stycznia 1993 roku SIS, natomiast w Czechach powstała BIS ČR (czech. Bezpečnostní Informační Služba České Republiky, pol. Informacyjna Służba Bezpieczeństwa Republiki Czeskiej).

## Kierownictwo
- dr Vladimír Mitro(inne języki) – 21 stycznia 1993 – 23 lutego 1995
- inż. Ivan Lexa(inne języki) – 18 kwietnia 1995 – 27 października 1998
- Rudolf Žiak – 27 października 1998 – 3 listopada 1998
- dr Vladimír Mitro(inne języki) – 3 listopada 1998 – 31 marca 2003
- gen. Ladislav Pittner – 4 kwietnia 2003 – 26 lipca 2006
- inż. Jozef Magala(inne języki) – 27 lipca 2006 – 25 sierpnia 2010
- inż. Karol Mitrík(inne języki) – 25 sierpnia 2010 – 3 maja 2012
- inż. Ján Valko(inne języki) – od 3 maja 2012 – 2016

## Struktura
Struktura Slovenská informačná služba prezentuje się następująco:
- Dyrektor SIS
- Zastępca dyrektora SIS
- Wydział wywiadu wewnętrznego
- Wydział wywiadu zagranicznego
- Wydział wywiadu technicznego
- Wydział analizy wywiadowczej
- Biuro bezpieczeństwa
- Wydział ekonomiczny
- Wydział personalny i szkoleniowy
- Kancelaria SIS